# 堅頭竜類
堅頭竜類（けんとうりゅうるい、Pachycephalosauria）は、鳥盤目周飾頭亜目に属する恐竜の一群である。厚頭竜類（こうとうりゅうるい）、厚頭類、石頭恐竜類（いしあたまきょうりゅうるい）、パキケファロサウルス類とも呼ばれる。

## 分類
分類名はパキケファロサウルスに基づいており、この属名はギリシャ語で「分厚い頭のトカゲ」の意がある。
頭骨の上部が骨質で覆われていることを特徴とする鳥盤目の恐竜である。化石は堅い頭部しか見つからない場合も少なくないため、化石の残りにくい岩場に生息していたというのが通説である。
頭部に関しては、メスをめぐる争いに使ったという説や、肉食恐竜からの防衛に使ったという説があり、用途はよく解明されていない。
堅頭竜類は、角竜類と同じ周飾頭亜目に分類されているが、装盾亜目である曲竜下目との共通点も指摘されている。標本の乏しさから、研究は未だ発展段階である。

## 収斂進化
堅頭竜類は、三畳紀の主竜類との収斂進化が疑われている。こうした生物はT-J境界を堺に、系統は別ながら瓜二つの姿となっていた。

## 主な属
頭部が、ドーム状になっているパキケファロサウルス科と、平くなっているホマロケファレ科の2科が知られていたが、この差は属によっては成長段階の違いである可能性も指摘されている。下記はサリバンの2006年の分類を参考にしたもので、2科に分ける分類は使われていない。
- パキケファロサウルス科 Pachycephalosauridae
  - アラスカケファレ Alaskacephale
  - コレピオケファレ Colepiocephale
  - ハンスズーエシア Hanssuesia
  - ステゴケラス Stegoceras (オルナトトルス Ornatotholus)
  - パキケファロサウルス亜科
    - アクロトルス Acrotholus
    - アムトケファレ Amtocephale
    - フォラミナケファレ Foraminacephale
    - ゴヨケファレ Goyocephale
    - ホマロケファレ Homalocephale
    - プラティソラス Platytholus
    - プレノケファレ Prenocephale
    - シノケファレ Sinocephale
    - スファエロトルス Sphaerotholus
    - ティロケファレ Tylocephale
    - パキケファロサウルス族 Pachycephalosaurini
      - ドラコレックス Dracorex （スティギモロク、パキケファロサウルスの幼体である可能性がある）
      - パキケファロサウルス Pachycephalosaurus
      - スティギモロク Stygimoloch （パキケファロサウルスの幼体である可能性がある）
- 位置づけが不確かな属
  - ワンナノサウルス Wannanosaurus
- 疑問名
  - グラヴィトルス Gravitholus
  - フェルガノケファレ Ferganocephale
  - ミクロパキケファロサウルス Micropachycephalosaurus（角竜類の可能性）
  - ステゴケラス・ベキセリ “Stegoceras” bexelli
- 誤認種
  - ヘイシャンサウルス Heishansaurus （ピナコサウルスのシノニムと判明）
  - トロオドンTroodon（ステゴケラスのシノニムとされたことがあった）
  - ヤヴェルランディアYaverlandia（テタヌラ類と判明）